# Zmiana par
Zmiana par (ang. Mixed Doubles) to bollywoodzki komediodramat z 2006 roku w reżyserii Rajata Kapoora z Konkoną Sen Sharmą i Ranvir Shoreyem w rolach głównych. Reżyser tego filmu jest też autorem scenariusza i odgrywa jedną z głównych ról. 
Tematem filmu jest kryzys małżeński i próby rozwiązania go nie na drodze pogłębienia więzi, ale przy pomocy manipulacji, szantażu emocjonalnego i pogrywania zdradą. Film opowiada historię szczęśliwego dotychczas małżeństwa, które po 10 latach związku, pojawiającą się rutynę w pożyciu seksualnym leczy poprzez zamianę partnerami z inną parą.
Trzech aktorów tego filmu (Ranvir Shorey, Saurabh Shukla i Naseeruddin Shah) spotkało się z Rajat Kapoorem - reżyserem filmu i odtwórcą roli Vinoda – wcześniej na planie Mithya.

## Fabuła
Sunil (Ranvir Shorey) po 10 latach małżeństwa przeżywa kryzys w związku z Malti (Konkona Sen Sharma). Od ponad miesiąca unika jej nocą. Maltti zasypia samotnie. Sunil ucieka w książki. Troskliwie zajmują się razem synkiem Avi, ale niepokoi ich brak fascynacji sobą. Malti odgaduje swoje obawy w rozmowie z przyjaciółką. Sunil szuka rady u przyjaciół. Jeden z nich, Indus mieszkający w Ameryce mówi mu, że on z żoną po wielu latach bycia razem nadal budzą w sobie pożądanie, bo należą do "klubu huśtawkowego" – co tydzień zamieniają się partnerami z innymi małżeństwami. Dzięki temu ich związek zyskuje na pikanterii. Podekscytowany Sunil widzi w tym rozwiązanie swoich problemów. Zaczyna szukać w internecie par gotowych do takiej zamiany. Malti dowiedziawszy się o tym jest wstrząśnięta i rozżalona. Odchodzi z synkiem do swoich rodziców, ale Sunilowi udaje się przy pomocy szantażu chorobą serca, przekonać ją do spotkania z parą zainteresowaną wymianą seksualną.

## Obsada
- Konkona Sen Sharma jako Malti
- Ranvir Shorey jako Sunil Arora
- Koel Purie jako Kalpana
- Rajat Kapoor jako Vinod
- Saurabh Shukla jako Sammy
- Vinay Pathak jako Doshi
- Naseeruddin Shah jako ojciec Malti
- Divya Jagdale jako Urmi
- Apurva Gupta jako Avi
- Ash Chandler jako Harsh
- Nupur Asthana jako Shefali
- Manu Rishi jako Zoravar
- Ruma Sengupta jako matka Malti
- Asif Basra jako lekarz